# العلاقات الآيسلندية العراقية
العلاقات الآيسلندية العراقية هي العلاقات الثنائية التي تجمع بين آيسلندا والعراق.

## مقارنة بين البلدين
هذه مقارنة عامة ومرجعية للدولتين:
| وجه المقارنة                                              | آيسلندا          | العراق                       |
| --------------------------------------------------------- | ---------------- | ---------------------------- |
| المساحة (كم2)                                             | 103.00 ألف       | 437.07 ألف                   |
| عدد السكان (نسمة)                                         | 317.35 ألف       | 38.27 مليون                  |
| الكثافة السكانية (ن./كم²)                                 | 3.08             | 87.56                        |
| العاصمة                                                   | ريكيافيك         | بغداد                        |
| اللغة الرسمية                                             | اللغة الآيسلندية | اللغة العربية، اللغة الكردية |
| العملة                                                    | كرونة آيسلندية   | دينار عراقي                  |
| الناتج المحلي الإجمالي (بليون دولار)                      | 23.91 مليار      | 197.72 مليار                 |
| الناتج المحلي الإجمالي (تعادل القوة الشرائية) بليون دولار | 15.79 مليار      | 560.73 مليار                 |
| الناتج المحلي الإجمالي الاسمي للفرد دولار أمريكي          | 50.17 ألف        | 4.94 ألف                     |
| الناتج المحلي الإجمالي للفرد دولار أمريكي                 | 46.55 ألف        | 15.06 ألف                    |
| مؤشر التنمية البشرية                                      | 0.899            | 0.654                        |
| رمز المكالمات الدولي                                      | +354             | +964                         |
| رمز الإنترنت                                              | .is              | .iq                          |
| المنطقة الزمنية                                           | 00، أوروبا/لندن ‏ | ت ع م+03:00، ت ع م+04:00     |

## منظمات دولية مشتركة
يشترك البلدان في عضوية مجموعة من المنظمات الدولية، منها:
| علم المنظمة | اسم المنظمة                        | تاريخ انضمام آيسلندا | تاريخ انضمام العراق |
| ----------- | ---------------------------------- | -------------------- | ------------------- |
|             | مؤسسة التنمية الدولية              | 19 مايو 1961         | 29 ديسمبر 1960      |
|             | يونسكو                             | 8 يونيو 1964         | 21 أكتوبر 1948      |
|             | وكالة ضمان الاستثمار متعدد الأطراف | 25 سبتمبر 1998       | 6 أكتوبر 2008       |
|             | الأمم المتحدة                      | 19 نوفمبر 1946       | 21 ديسمبر 1945      |
|             | الاتحاد البريدي العالمي            | ?                    | ?                   |
|             | البنك الدولي للإنشاء والتعمير      | 27 ديسمبر 1945       | 27 ديسمبر 1945      |
|             | الاتحاد الدولي للاتصالات           | 1 أكتوبر 1906        | 12 نوفمبر 1928      |
|             | منظمة حظر الأسلحة الكيميائية       | ?                    | ?                   |
|             | مؤسسة التمويل الدولية              | 20 يوليو 1956        | 27 ديسمبر 1956      |
|             | منظمة الشرطة الجنائية الدولية      | ?                    | ?                   |

## وصلات خارجية
- موقع وزارة الخارجية الآيسلندية
- موقع وزارة الخارجية العراقية